# ギム・ギンガナム
ギム・ギンガナム（Gym Ghingham）は、テレビアニメ『∀ガンダム』に登場する架空の人物。担当声優は子安武人。

## 人物
月面都市ゲンガナムを守る軌道艦隊総司令を務めるムーンレィス。他者を威圧するような巨躯と、尊大な振る舞いが目立つ男。好戦的で苛烈な性格をしており、劇中懐柔しようと諭す女王ディアナ・ソレルの言葉にも耳を傾けなかった。日本刀を佩き、無骨なサムライのような風貌を持ち、頭頂部には小さなチョンマゲがある。
ディアナや月を守る武人としての過剰なまでの誇りと自負から、地球移住計画にあたって自ら侵略と称するほどの強行策を主張してディアナと対立、
結果ギンガナム艦隊は地球帰還作戦からはずされ、代わりに民兵軍であるディアナ・カウンターが新たに組織され作戦に使われることとなった。
ギンガナムは一連の経緯を、一族が代々誇りとして尽くした忠義への裏切りと感じており、そのためディアナと彼女の関係者には複雑な思いを持っている。
戦闘を肯定する戦闘狂だが必ずしも破壊的ではなく、祖先が起こしたゲンガナムを破壊する気はないと発言もしている。
作中、ディアナの身代わりとなったキエルの髪を(ディアナとして)撫で「手触りは変わらない」とほくそ笑むが、実際彼がディアナの髪の感触を知っているのか、真偽を確かめるためのその場限りのブラフだったのかは謎である。
一人称は「私」「小生」。また、直属の部下からは御大将（おんたいしょう）と呼ばれる（ギンガナム家では艦隊長を「御大将」、部隊長を「大名」と呼ぶ習わしがある）。
ギンガナム艦隊全体は2,500年の間、文明を手に入れ宇宙に侵攻してくるであろう地球人を想定した演習だけしか行ってこなかったため、実戦経験のあるディアナ・カウンターに押されていたが、ギンガナム本人は実戦に柔軟に対応していた。また、自らターンXで出撃し、味方を含む数機のモビルスーツを撃破している。
ちなみに、月面都市ゲンガナムは彼の祖父がかつてのグラナダに建設したものである。小説版（角川スニーカー版）の描写によると、この祖父はモビルスーツコレクターでもあり、多数の機体を保管していた。

## 劇中での活躍
月の女王ディアナ・ソレルの地球移住計画に異を唱え、反ディアナ派へ参加。劇中には物語中盤から登場（第37話『月世界の門』で初登場）し、執政官アグリッパ・メンテナーの制止も無視して、再三宇宙へ進出したロラン・セアックらに戦闘を仕掛けさせた。
物語後半には、月面のマウンテンサイクルより発掘されたモビルスーツ・ターンXを駆り自ら戦陣に立って∀ガンダムと交戦、
さらにディアナは争いを徒に恐れているとして見限り、機械を使った文明開化を画策するグエン・サード・ラインフォードと手を組んで地球・ムーンレィス連合軍に戦いを挑む。
最終局面ではターンXを巧みに操り、ミリシャの多数のMSを撃破し、ロラン搭乗の∀ガンダムを捕獲したり、ジョゼフ・ヨットの搭乗する∀ガンダム、ハリー・オード率いる親衛隊も1機で退けている。
後にロラン・セアック搭乗の∀ガンダムと戦闘になり、お互いに月光蝶を展開し隙を突かれて胸部をサーベルで貫かれるも、溶断破砕マニピュレータで腹部に直撃を与え、双方身動きのとれぬまま地上へ落下した。その後、ロランと決着をつけるために日本刀を投げ渡し斬り合うも、ロランの一撃にギンガナムの刀がへし折れる。折れた刃で構うことなく斬りつけるが、2機のターンタイプを包み込むように現れたナノマシンの繭に取り込まれ、以後消息不明（死亡した直接的な描写はない）。
曽我篤士のコミカライズでは、地球に降下する直前、大気圏上でロランとハリーの奇襲を受け戦闘となり、∀ガンダムとの戦いの中、ターンタイプ同士の相互干渉で機能不全に陥ったまま大気圏突入し、大気による空力加熱にターンXが耐え切れず、∀を道連れに機体諸共燃え尽き死亡している。
ときた洸一のコミカライズでは∀ガンダムとターンXが相打ちとなるところまでは共通するが、機体を降りてギンガナムとロランが直接対決することはなく、ロランの奇策で機体が抱き合ったまま月光蝶のナノマシンに包まれ、ロランに脱出を促されるが、拒否してナノマシンの繭の中に消えた。
福井晴敏の小説『∀ガンダム 月に繭 地には果実』では、ザックトレーガーで∀ガンダムと交戦し敗北した後、ターンXの生み出したブラックホール状のものに呑み込まれた（これによってザックトレーガーは崩壊している）。
あきまんの漫画『∀ガンダム 月の風』では、かつて地球と袂を分かち外宇宙へと脱出したニュータイプ達の中から、先祖返りをおこし、地球圏への帰還を試みた一団の人々を祖先に持つとしている。∀ガンダムが地球を滅ぼす時代では既にサイコミュシステムの使用が特別な能力者だけに限られたものではない（小説版より）が、ターンXのオールレンジ攻撃をコントロールし得た高い空間認識能力は、祖先に由来するものだったという見方もできる。

## ゲームメディアでの出演
『スーパーロボット大戦α外伝』では、黒歴史の当事者であるアムロ・レイ、クワトロ・バジーナらとボイスイベントがある。また、機動新世紀ガンダムXともストーリーが一部統合され、第7次宇宙戦争を引き起こしたジャミル・ニートを冷凍刑に処した人物ということになっており、彼と再会した際にそのことを語るボイスイベントも存在する。
『スーパーロボット大戦Z』では、ストーリー上最終話の3つ前で出番が終わるが、神出鬼没に登場する。乗機のターンXの性能とギンガナム自身の能力の高さも相俟ってかなりの強敵として扱われている。中断ボイスではギンガナムと『OVERMANキングゲイナー』のアスハム・ブーンとの掛け合いに『機動戦士ガンダムSEED DESTINY』のムウ・ラ・フラガが突っ込むという、子安武人が声を担当するキャラクターによる会話が披露されている。『Zスペシャルディスク』の後日譚でも再登場。
『ガンダム無双2』では、同じく武闘派であるヤザン・ゲーブルと連携し戦うことに。なお、ロランを上手く口車に乗せて味方にするも、戦いを起こして暴れることに対し反感を抱いたロランと戦うことになる。なお、ターンXは∀ガンダムに比べ能力が低く∀ガンダムに撃破されるもギンガナムは武者ガンダムに乗り換え、ロランに挑むことになる。
『SDガンダム GGENERATION WARS』では、Vガンダムのエンジェル・ハイロゥ戦を再現したステージで搭乗し、サイコウェーブで人々から闘争本能を無くしてしまうエンジェル・ハイロゥを破壊するために、放棄されていたカイラスギリーを使用する。月光蝶でカイラスギリーのエネルギーを充填（ゲームオリジナル演出）し、そのビックキャノンでエンジェル・ハイロゥを破壊する。ビックキャノンを発射する時に「ビックキャノンである!」と叫ぶ。なお、自軍に参入させたギンガナムをシャイニングガンダムに搭乗させてシャイニングフィンガーを使用すると、「シャイニングフィンガーである!」と発言する。さらに後継機であるゴッドガンダムに搭乗させてゴッドフィンガーを使用すると、「このゴッドガンダム凄いよ!流石はシャイニングのお兄さんだ!」と、後継機のゴッドガンダムの性能に歓喜する様子が見られる。
『SDガンダム GGENERATION WORLD』では、ワールドシグナルを掌握するためハルファスガンダムを手に入れようとするが、それを阻止しようとドモン・カッシュ、ヒイロ・ユイ、ガロード・ランが登場、交戦する。交戦前に月光蝶を使いハルファスのワールドシグナルと共鳴し、その際に生じたエネルギーをターンXに取り込んだため、攻撃を受けるたびにパワーアップするターンXを駆り、3体のガンダムを相手にしてなお圧倒するという化け物じみた強さを見せる。

## 評価
『愛と戦いのロボット 完全保存版』で発表されたアンケート「みんなで選ぶロボットアニメーションベスト100」では、「一番極悪な悪役・敵役は？」で第34位、「一番美しい悪役・敵役は？」で第57位にランクインした。